# Feminisme liberal

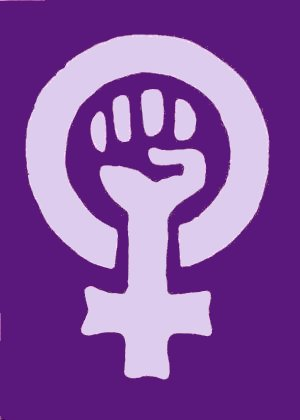
Imatge representativa del feminisme.

El feminisme liberal és un corrent ideològic teòric que busca la igualtat de la dona a través d'accions individuals i de la reforma política que permet la marginació de la dona. Es lliga al Laissez faire del liberalisme polític clàssic i a les primeres dues onades del feminisme (Vegeu primera onada del feminisme i segona onada del feminisme).

## Pensament
Els assumptes que històricament han estat camp de batalla del feminisme liberal són els drets reproductius, la violència de gènere, el dret a percebre el mateix salari per la mateixa feina, el dret a vot i la pertinença a qualsevol organització civil i les qüestions relacionades amb l'educació, la sanitat o la cura de les persones. Pot assolir la igualtat entre sexes a través de reformes legals, sense necessitat de la discriminació positiva que propugnen altres escoles teòriques. La lluita és contra el patriarcat que impedeix la llibertat femenina i els prejudicis que consideren inferior a la dona per naturalesa.
Propugna l'eliminació de la separació radical entre esfera pública i privada, car permet que les dones quedin relegades a l'àmbit domèstic sense poder exercir els seus drets a l'expressió o a la carrera professional d'èxit. Qüestiona aleshores el pes excessiu que té la dona tradicionalment en les feines de la llar o la cura dels fills i que no la deixen progressar com a persona en l'àmbit públic. Alguns pensadors defensen una societat més andrògina, on els rols de sexe es dilueixin per evitar que un se subordini a l'altre. Donen suport a qualsevol relació personal basada en mutu consentiment.
El feminisme socialista ha criticat aquest corrent per considerar que no pretén reformar la societat que permet la discriminació, sinó solament assolir quotes de poder a base d'accions individuals que no beneficien tot el col·lectiu de la dona. L'altre gran corrent que s'oposa al feminisme liberal és l'anomenat feminisme radical.

## Figures destacades
- Mary Wollstonecraft, pels seus escrits on instava les dones a manifestar-se pels seus drets
- John Stuart Mill, per la seva filosofia política en favor dels drets de la dona
- Elizabeth Cady Stanton, organitzadora de la Convenció de Seneca Falls
- Harriet Tubman, antiesclavista i membre del sufragisme
- Carmen da Silva, reformadora brasilera
- Betty Friedan, primera presidenta de l'organització feminista estatunidenca National Organization for Women
- Gloria Steinem, periodista cèlebre per les seves columnes en favor dels drets de la dona
- Rebecca Walker, escriptora i activista
- Susan B. Anthony, sufragista
- Eleanor Roosevelt, per la seva tasca mediàtica com a primera dama
- Martha Nussbaum, filòsofa defensora de la igualtat entre sexes i la cultura humanística
- Naomi Wolf, escriptora i activista
- Eleanor Smeal, política defensora de la igualtat de gènere
- Bella Abzug, per la seva tasca com a advocada contra les lleis discriminatòries
- Maria Dolors Calvet, diputada del PSUC i activista en favor dels drets de les dones